# 로리움

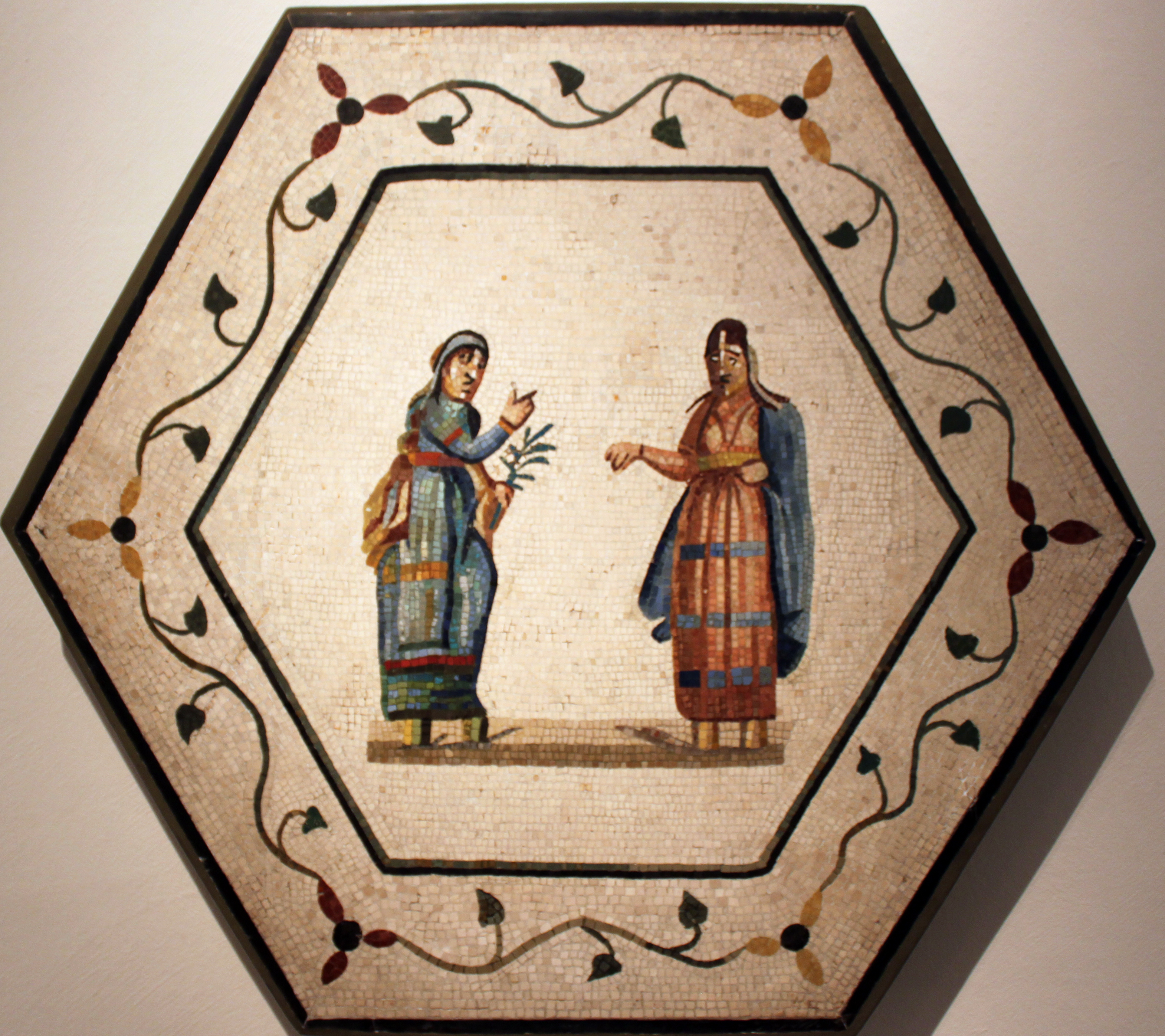
로리움에서 출토된 비극적 장면에 있는 배우들의 모자이크 (베를린 구 박물관)

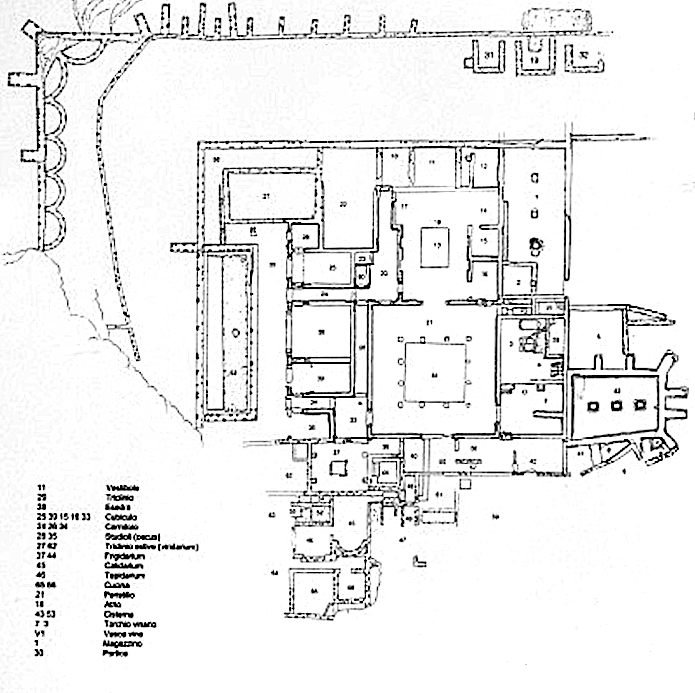
빌라 델레 콜론나케

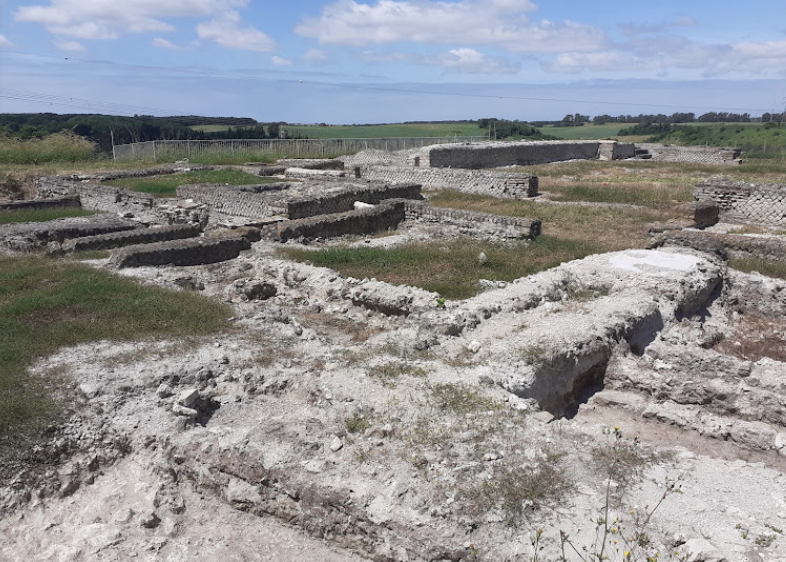
빌라 델레 콜론나케

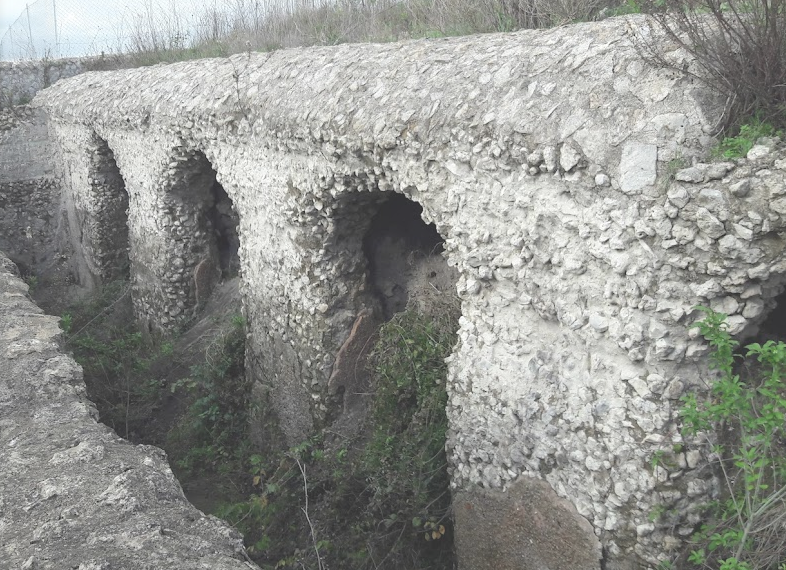
빌라 델레 콜론나케의 서기 2-3세기경에 만들어진 수조

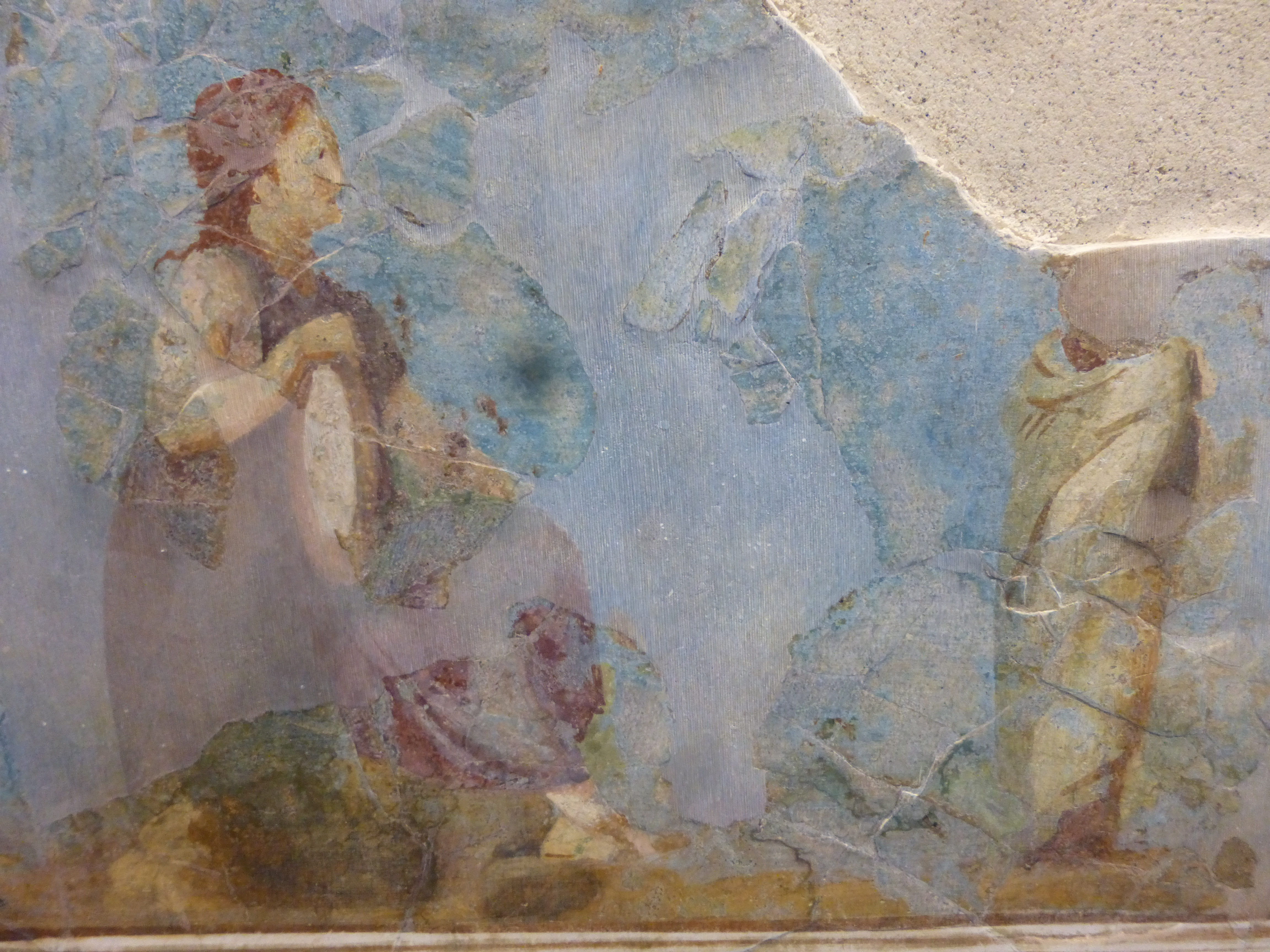
빌라 델레 콜론나케의 프레스코

로리움(Lorium)은 아우렐리아 가도에 있는 이탈리아의 고대 에트루리아의 도시이며, 로마로부터 서쪽 19 km 거리에 있으며, 오늘날 카스텔 디 구이도 인근이다.
이곳은 포이팅거 지도에서 로마로부터 12마일 떨어진 첫 번째 스타티오 (역참 기지)로 언급됐었다. 서쪽으로 7km를 더 가면 바이비아나(Baebiana)라는 역참 기지가 있었는데, 이곳에서 나온 금석문들은 선단 일부 선원들이 이곳에 정박했었음을 나타내며, 켄툼켈라이의 선단의 선원들 일부도 이곳에 도달했음을 의심의 여지 없이 보여준다.
인접한 곳의 황제들의 저택은 하드리아누스와 안토니누스 피우스 등이 사용했으며 안토니누스 피우스는 이곳에서 교육을 받았고 사망했다. 또한 이곳은 피우스의 후임 황제인 마르쿠스 아우렐리우스가 자주 찾던 곳으로 아우렐리아 가도의 평평하지 않은 포장석이 말을 비틀거리게 하고 미끄러지게 한다며 불평한 바 있다. 1824년 발굴 중에 발견된 황제들의 조각상은 황제들의 별장이 카스텔 구이도와 보타키아 사이에 위치했었음을 확인해주었다.
인접한 구릉 지대에는 여러 로마 시대의 빌라들의 흔적이 존재한다. 2005년 도굴꾼들에 의한 은밀한 발굴 이후에 실시된 2006년 델롤리벨라 빌라(Villa dell'Olivella) 발굴로 서기 2-3세기 대형 빌라에 속해 있던, 모자이크 바닥을 갖춘 욕장이 드러났다. 이 빌라는 하얀색 석회석을 '오푸스 레티쿨라툼'으로 지은 인상적인 벽들이 떠받치고 있는 세 개 테라스 위에 지어졌다. 님파에움에는 니치와 분수가 있었다.
특히나 흥미로운 점은 풍부한 대리석 그리고 '오푸스 섹틸레'의 뛰어난 포장재였음을 시사하는 유리 반죽의 존재이다. 욕장은 계곡의 아래에 있고 거주 구역은 확인된 도자기와 건축 자재에서 보았듯이 계곡에 속하는 서쪽에 위치해 있다. 이 건축 자재 중에 여러 벽돌 도장들이 발견되었는데 그 중에는 서기 133년에 '콘술 수펙투스를 지냈고 부동산 (praedia)의 소유주였던 스테르티니우스 노리쿠스의 딸인 스테르티니아 바술라, 그리고 안토니누스 피우스와 연이 있었고 153년에 콘술 수펙투스 및 159년부터 160년까지 상모이시아의 집정관을 지냈던 마르쿠스 폰티우스 사비누스 등의 것이 있었다. 또한 안토니누스 피우스의 아내인 파우스티나의 도장 역시 있었다. 건축물 자재 중에서도 대리석 및 유리 장식과 모자이크 바닥 등은 로리움에 있는 황궁과 연관성을 갖고 있는 아콰 트라베르사에 있는 루키우스 베루스의 정원과 비교했을 때 이곳 단지의 상당한 규모와 부유함을 보여주고 있다. 모자이크와 프레스코 등은 현재 로마 국립박물관에서 전시 중이다.
몬테 델레 콜론나체(Monte delle Colonnacce, 70년대에 도굴꾼들에게 이미 도굴됨)와 몬테 아우렐리오(Monte Aurelio) 등 인접한 곳에서 그 밖에 거주 구역이 확인되었다. 산토 스피리토 교회 뒤로 한 저택이 있기도 하다.
빌라 델레 콜론나체(Villa delle Colonnacce)는 기원전 2세기와 서기 4세기의 것으로 추정하며 황궁과 연이 있었던 코일리우스 씨족이 보유했던 것으로 추정한다. 농지 부분은 공화정 시대의 것으로 추정되고 많은 부분을 차지하고 있는 안뜰은 지붕을 떠받치는 기둥 세 개의 주초(base)와 중심부의 원형 우물이 아직까지 남아 있다. 빗물을 모으는 수조에는 궁륭을 떠받치던 기둥들의 주초가 남아있다. 저택을 구성하던 공간 두 개에는 저장 창고와 연결된 올리브유와 포도 등에 쓰이는 압착기 한 대가 있다. 아래 쪽의 공간에는 넓은 저장용 단지들 (돌리움)이 있는 부엌이 있었다. 거주 구역은 제정 시대에 들어서 농업 지역과 분리되었다. 거주 구역 중심부에는 빗물을 모으기 위해 대리석으로 만든 빗물받이 (compluvium)와 '라라리움'(lararium)이 있다. 식사 공간은 화려한 모자이크 바닥과 아름다운 프레스코 벽화 등이 갖춰진 넓은 곳이었다. 식사 공간 뒤로 하인들이 식사를 방해하지 않고 지나갈 수 있게 하는 통로가 있었다.
열주랑이 설치된 정원에는 포르티코에 열 두 개 기둥이 있었고 가운대를 향해 경사져 있었다.
카스텔 디 구이도 인근 도로 양쪽을 따라 고대 건물의 유적들이 있으며 무덤, 금석문 등은 1823-4년에 발굴됐다.